# بروشكي
قرية بروشكي وهي قرية تتبع مدينة زاويتة وتقع في محافظة دهوك شمال العراق.